# أنوبام سين
الدكتورأنوبام سين ولد في (5 أغسطس 1940) هوعالم أكاديمي واجتماعي في بنغلاديش وهو يشغل حاليا منصب نائب رئيس جامعة بريمير، شيتاغونغ وحصل على جائزة إكوشي باداك عام 2014 من قبل حكومة بنغلاديش.

## ولادة
ولد سين في 5 أغسطس 1940 بمدينة شيتاغونغ في بنغلاديش ولد في قرية بولخالي يدعى دولغات الذي كان جزأ من باتيا أوبازيلا من قبل ومات والده يرندرولال سين وهو محام وكانت أمه سنيهولوتا صين وأكمل تخرجه ودراسات عليا في الأدب الإنجليزي في وقت النظام البريطاني

## مرحلة الطفولة
بعد قليل الأيام من ولادته بدأت الحرب العالمية الثانية وإستولى الجيش الياباني على بعض أجزاء من جنوب شرق آسيا وبورما وألقوا قنبلة في أجزاء مختلفة من شيتاغونغ ومن أجل البقاء على قيد الحياة من العدوان الياباني عادت عائلة أنوبام إلى قريتهم وأمضى في قريته المحبوبة سنوات من طفولته وعادت عائلته إلى المدينة بعد اندلاع الحرب وتوفّي والده عندما كان في الثامنة ومن ثم عاش مع والدته المحترمة

## حياته الشخصيّة
إنه تزوّج أوما سينغوبتا عام 1966 أوما سينغوبتا ربّة منزل ولديهم ابنة واحدة فقط وإسمها اندراني سين قوه

## حياته التعليميّة

### تعليمه الإبتدائي
علي أنّه ولد في شيتاغونغ بدأ حياته التعليميّة في قريته دولغات وواصل تعليمه في مدرسة دولغات الإنجليزية الثانوية حتى الصف الثاني وفي عام 1947 تم قبوله في الصّف الثالث من مدرسة شيتاغونغ الجماعية وبسبب العنف الطائفي في شيتاغونغ أرسلته والدته إلى عمه الأم مع شقيقته عام 1950 وقد تمّ قبوله في مدرسة سانت كاتدرائية التبشيريّة وواصل دراسته وعندما أصبح الوضع في شيتاغونغ مستقرّا عاد إلى شيتاغونغ وإلتحق بالمدرسة الثانويّة النموذجية في شيتاغونغ ومن هذه المدرسة إجتاز شهادة الثانوية العامة عام1956 

### التعليم العالي
بعد الانتهاء من شهادة الثانوية العامة إلتحق بكلية شيتاغونغ. إلتحق بجامعة داكا بعد الانتهاء من ى.إ. أكمل تخرجه في علم الاجتماع في عام 1962 وبعد التخرج عام 1963. لمزيد من التّعليم العالي إلتحق بجامعة ماكماستر في كندا عام 1973ثم حصل على درجة الماجستيرعام 1975 ودكتوراه عام 1979 درجة من جامعة ماكماستر في كندا وقد نشرت دكتوراه أطروحة حول الاقتصاد السياسي والتنمية الاقتصادية بعنوان الدولة والتصنيع وتشكيلات الطبقة في الهند من قبل روتلدج وكيجان بول، لندن عام 1982 وقد حظي الكتاب بتقدير واسع من الأكاديميين والباحثين في جميع أنحاء العالم وقد تمّ استعراضه في العديد من المجلات الدولية بما في ذلك «التنمية العالمية» و «مجلة دراسات التنمية». وقد أدرج أيضا ككتاب مرجعي على العديد من الدورات في الدراسات الإنمائية والعلوم السياسية والعلوم الاجتماعية الأخرى في جامعات أوروبا وأمريكا الشمالية 

## الحياة المهنية
في عام 1965 قد بدأ سين حياته المهنية في سن 25 وفي مارس 1965عين محاضرا في علم الاجتماع والعلوم السياسية في جامعة باكستان الباكستانية للهندسة والتكنولوجيا (جامعة بنجلاديش الحالية للهندسة والتكنولوجيا أو بيت). في عام 1966 إلتحق بصفته محاضرا في قسم علم الاجتماع من جامعة دكا
وفي عام 1969 إلتحق بصفته كأستاذ مساعد في قسم علم الاجتماع في جامعة شيتاغونغ ومن سبتمبر 1973إلى أبريل 1979عمل كمعلم مساعد (ط.إ.) والمعلم في جامعة ماكماستر. كندا. وعاد في عام 1979 وإنضم إلى ج وعمل أستاذا مشاركا في جامعة شيتاغونغ من يونيو 1984 إلى سبتمبر 2006. في الأول من أكتوبر 2006 تولى رئاسة نائب رئيس جامعة تشيتاغونغ بريمير وحتى الآن هو في الرئاسة

## جوائز
1. جائزة لجنة المنح الجامعية (2007) [8][9]
2. جائزة مجموعة مسرح المسرح. (2006)
3. جائزة مجموعة مسرح المسرح. (2006)
4. جائزة راه بهاندر إنوبل. (2016)
5. جائزة يوم الأمم المتحدة. (2002)
6. جائزة أوديتشي شلبي غوستهي (1995)
7. جائزة جهانارا الإمام التذكارية (2010)
8. إكوشي ميلا بوريشود، شيتاغونغ إكوشي باداك. (2007)

## الكتب المنشورة والأبحاث
1. الخلفية الاجتماعية لحركة بنغلاديش، كويست (بومباي)، أيلول / سبتمبر ء تشرين الأول / أكتوبر 1971.
2. البيروقراطية والتنمية الاجتماعية والاقتصادية في بنغلاديش، مجلة بنغلاديش لعلم الاجتماع، آب / أغسطس 1983.
3. التغيير الاجتماعي في جنوب آسيا، العنوان الرئاسي، المؤتمر الوطني الثالث والحلقة الدراسية الدولية بشأن التغيير الاجتماعي في جنوب آسيا، داكا: جمعية علم الاجتماع البنغلاديشية، 18ء20مارس 1987.
4. أنماط الإنتاج والتشكيل الاجتماعي في الهند، المادة الثانية من الكتاب المعنون «الصف والدولة والتنمية في الهند» تحرير بيرش بيربيروجلو (أستاذ، جامعة نيفادا، الولايات المتحدة الأمريكية) نيودلهي / لندن ء منشورات ساجا، 1992.
5. تكوينات الدولة والتصنيع والفئات في الهند، لندن: روتليدج وكيغان بول، 1992.
6. بنغلاديش: راشترا O ساماج، داكا: أبوسار، 1999
7. بنغلاديش يا بانغالي، داكا: أبوسار، 2002
8. بيلوشيتا ساباغوتششا (مختارات الآيات المترجمة من الشعراء البارزين من الشرق والغرب)، دكا: أبوسار، 2002
9. الاقتصاد السياسي لبنغلاديش (العمل الجاري).

## العلاقة مع المنظمة
1. الأمين العام، جمعية المعلمين جامعة شيتاغونغ، يناير 1971 إلى مارس 1972.
2. رئيس رابطة المعلمين في جامعة شيتاغونغ، من كانون الثاني / يناير 1985إلى كانون الأول / ديسمبر 1986.
3. رئيس اتحاد المعلمين في جامعة بنغلاديش، من شباط / فبراير 1985إلى آذار / مارس 1986.
4. رئيس جمعية علم الاجتماع في بنغلاديش، 1987ء1992.
5. زميل أقدم (فخري)، معهد بنغلاديش للدراسات الإنمائية (بيدس)،
6. مدير مجلس الإدارة، معهد الدراسات البنغلاديشية، جامعة راجشاهي، راجشاهي؛
7. مدير مجلس الإدارة، بنك بنغلاديش، دكا (مصرف بنغلاديش المركزي)
8. عضو المجلس العلمي، جامعة شاه جلال للعلوم والتكنولوجيا، سيلهيت.
9. عضو المجلس الأكاديمي، جامعة شرق غرب، دكا.
10. عضو الحياة، بانجيا ساهيتيا باريشاد، كلكتا.
11. عميد كلية العلوم آلجتماعية، جامعة شيتاغونغ، شيتاغونغ

## معرض الصور

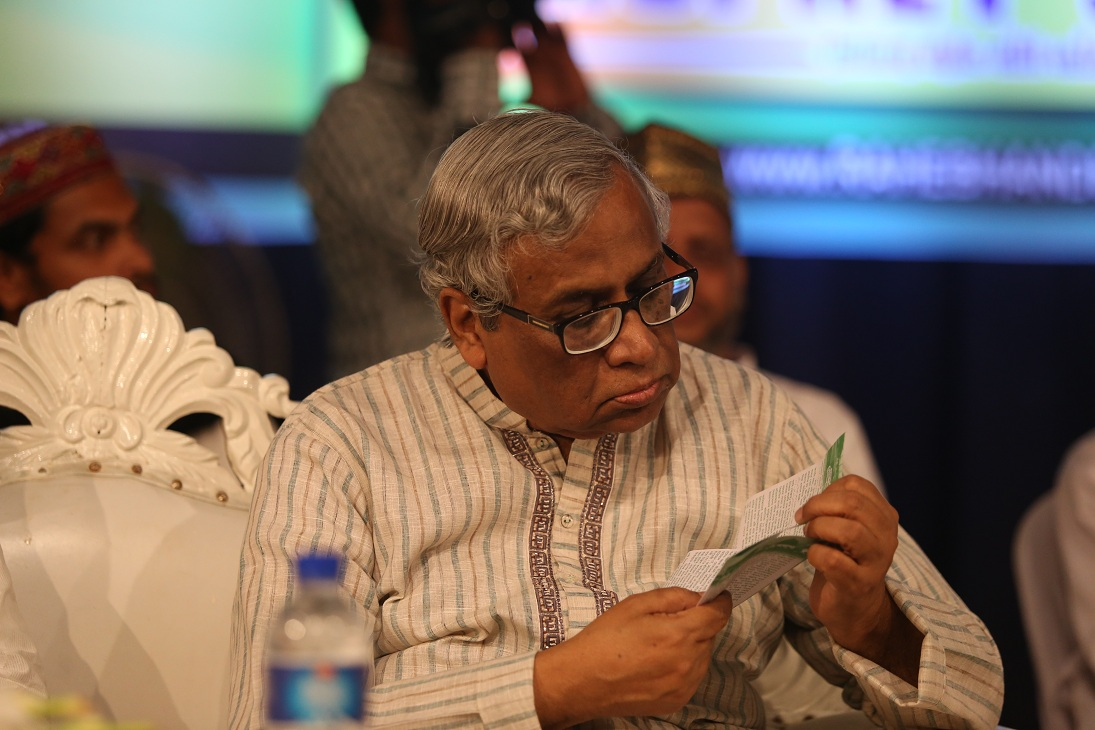
Reading the Prophet's Day Leaflet
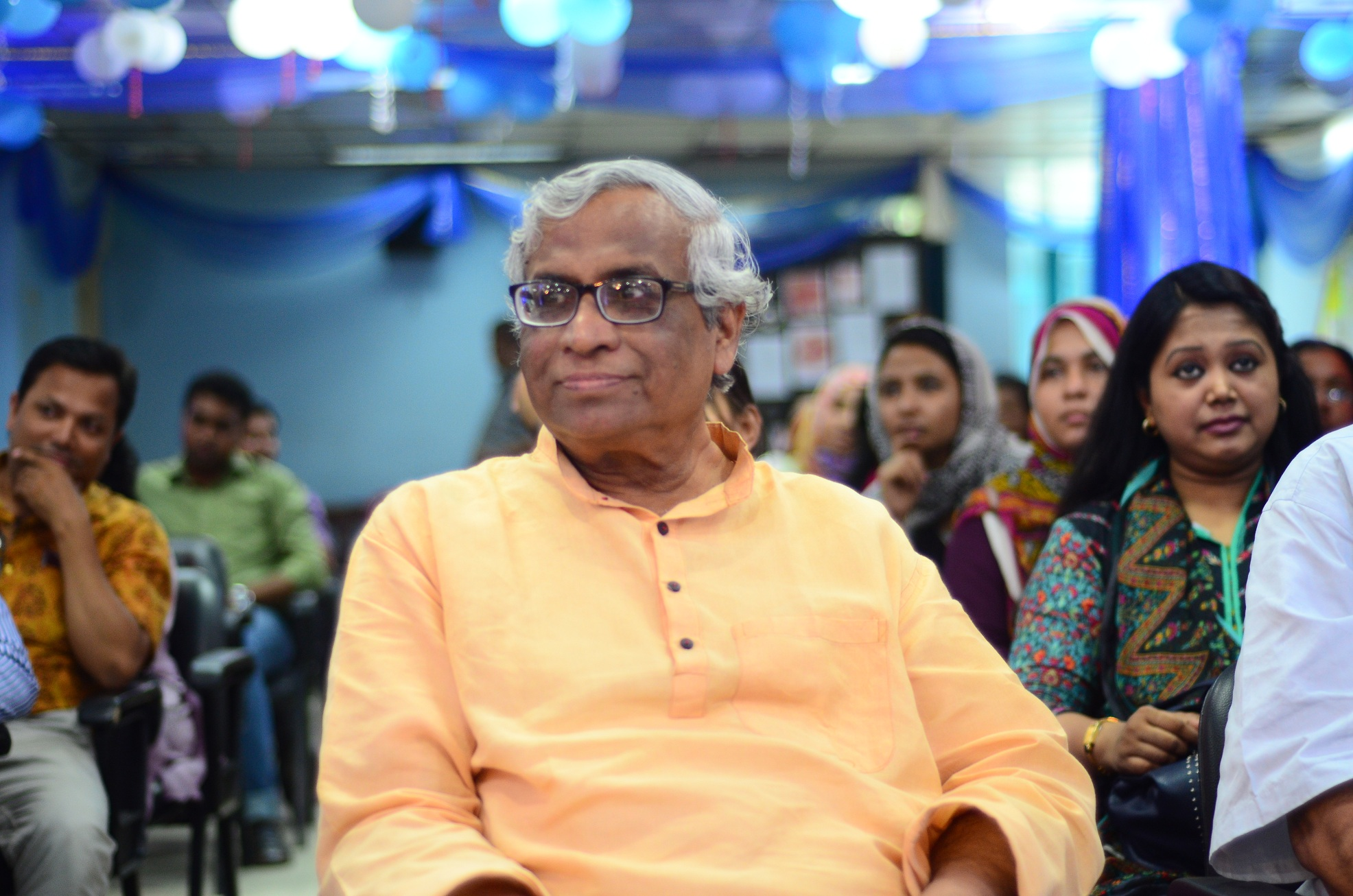
Among the faculties of Premier University, Chittagong
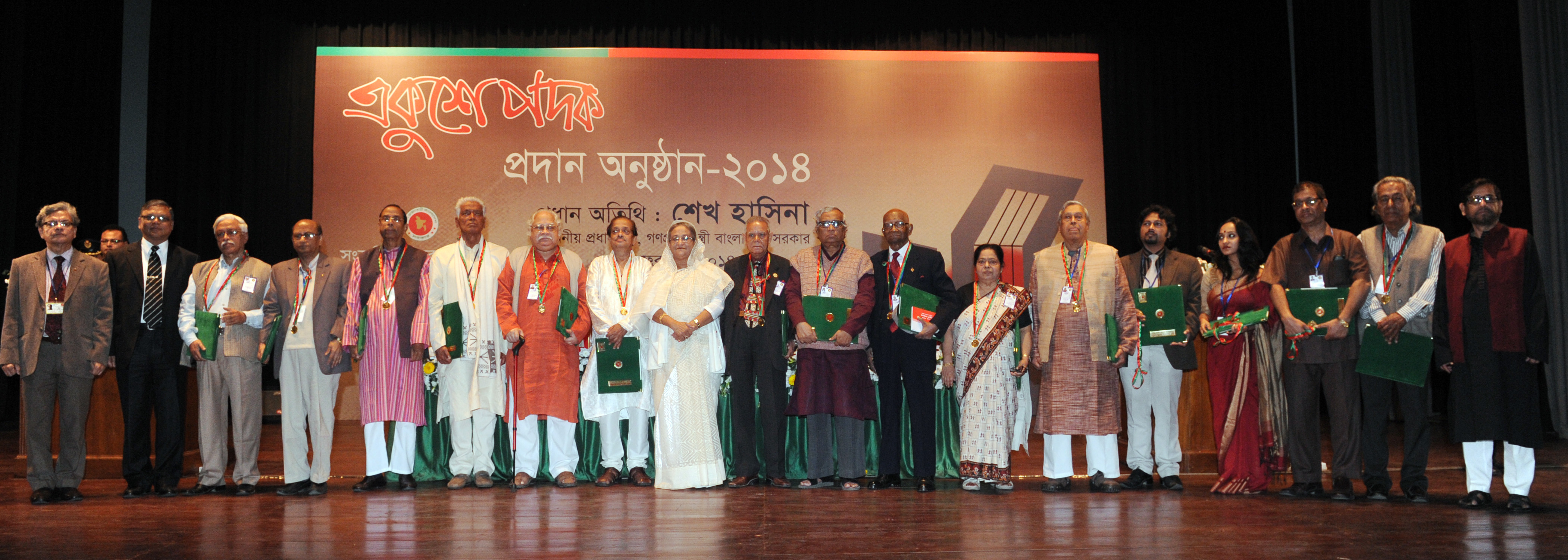
الجائزة الحادية والعشرون  [لغات أخرى]‏ program with شيخة حسينة واجد
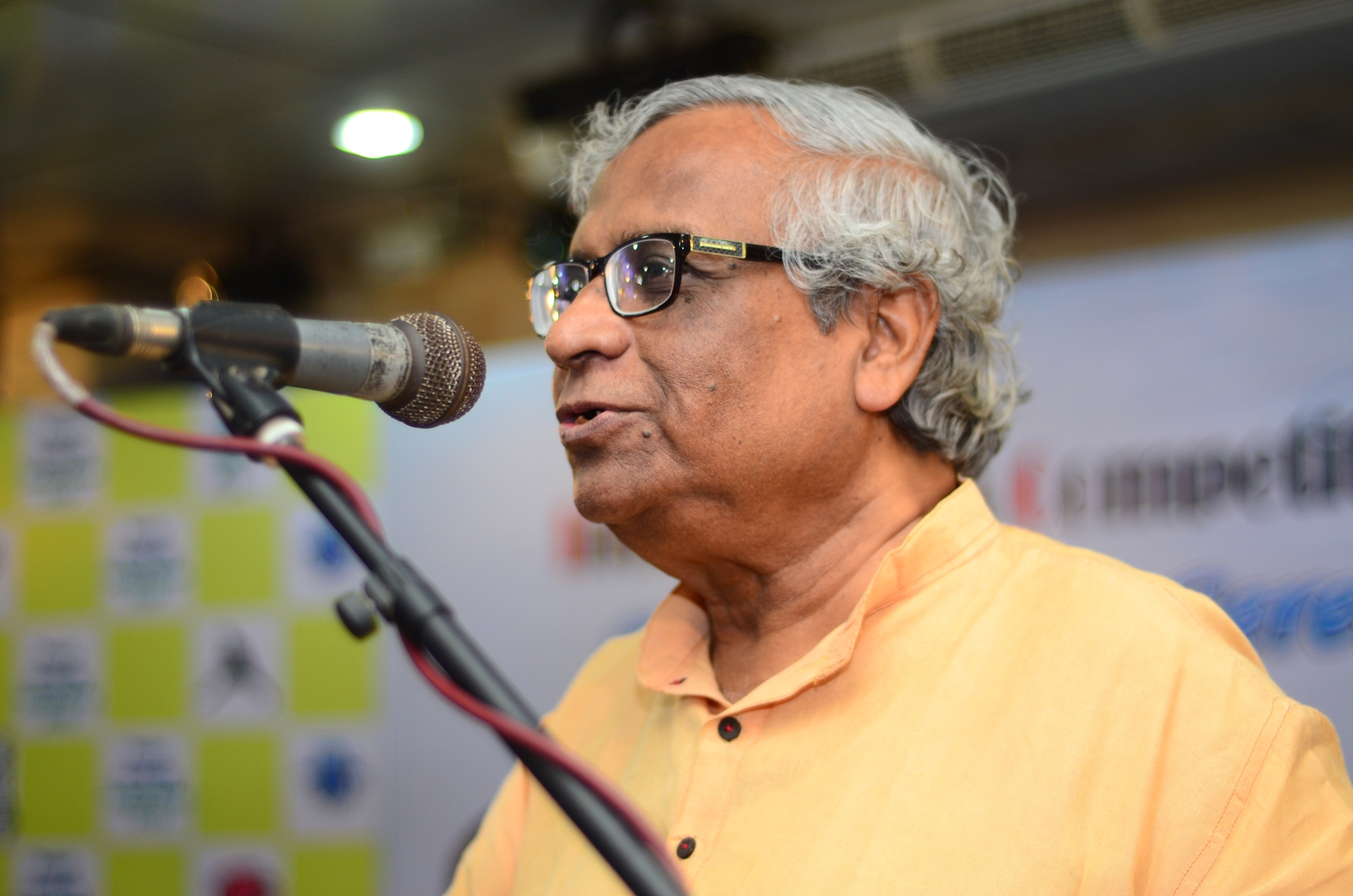
Delivering speech in a program organized by Premier University, Chittagong
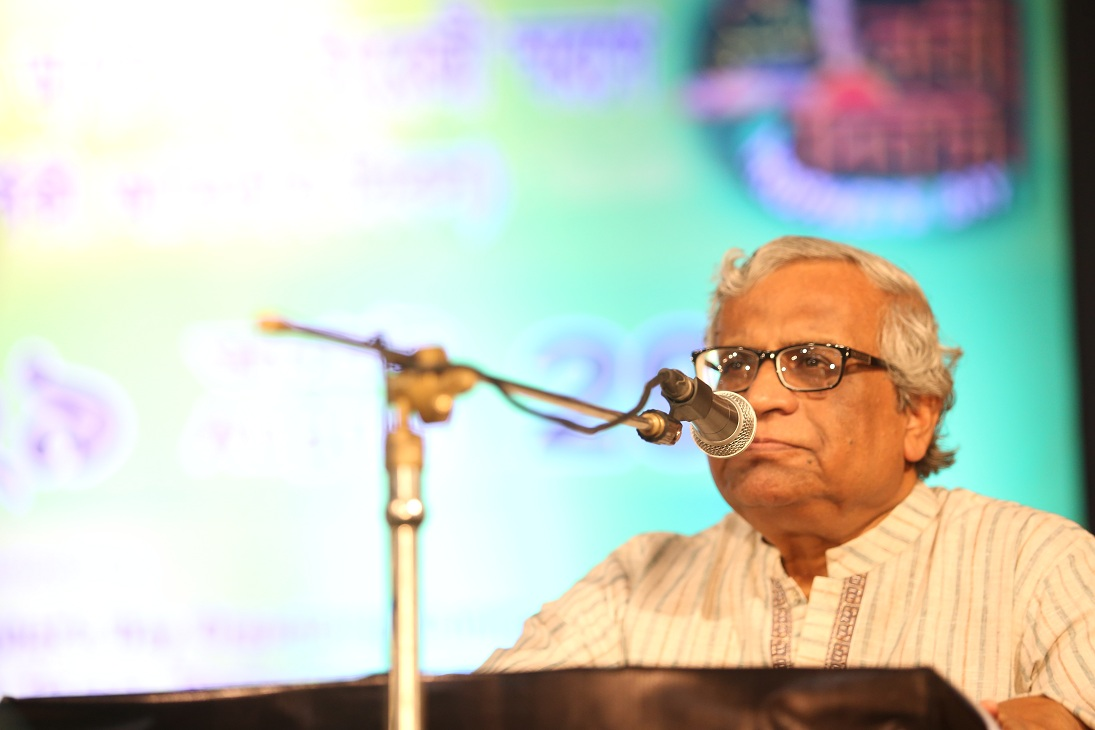
Sen in Prophet's Day
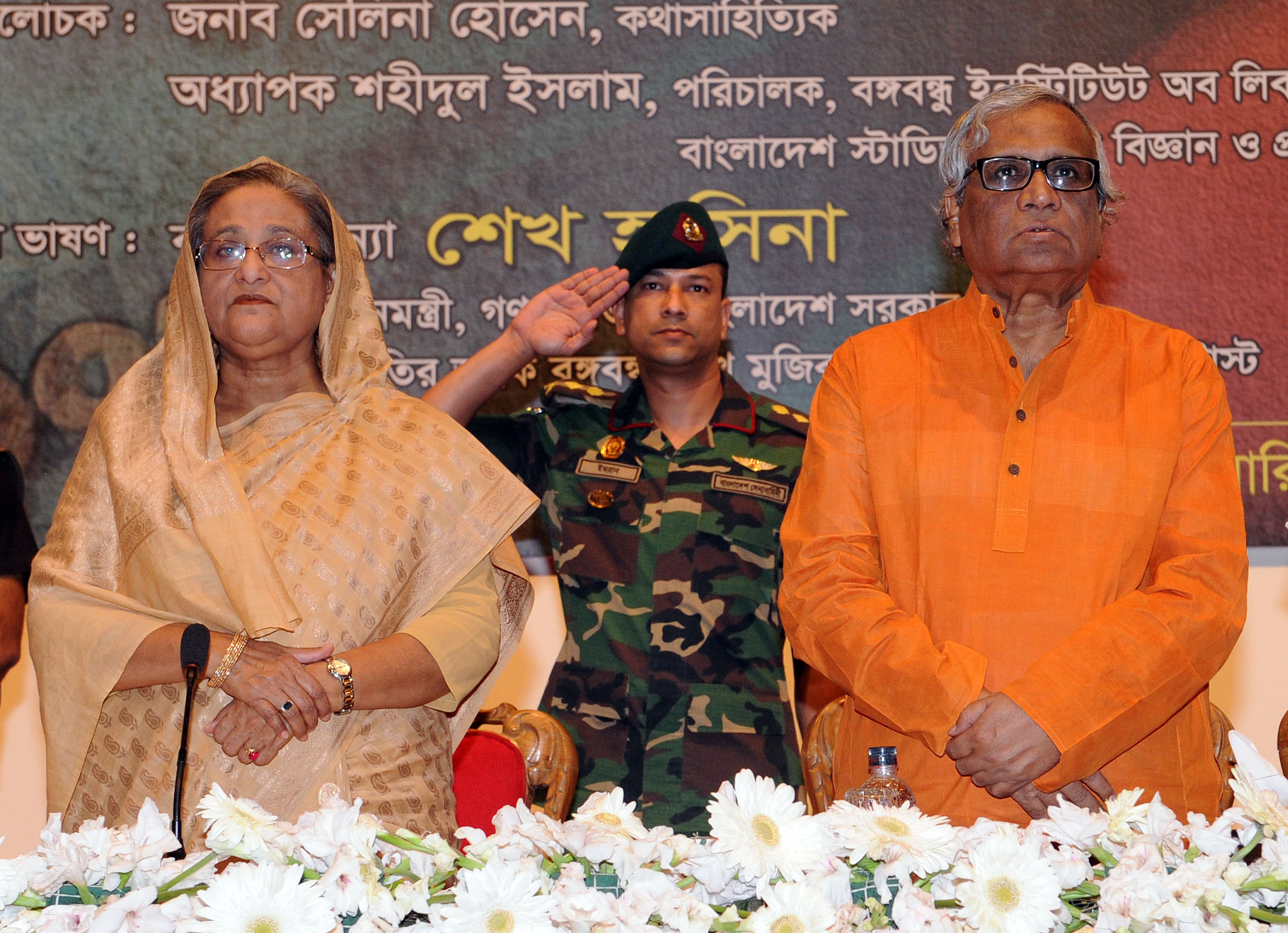
Sen with Sheikh Hasina